# Bratislav Ristić
Bratislav Ristić (in serbo Братислав Ристиц?; Niš, 21 gennaio 1980) è un ex calciatore serbo, di ruolo centrocampista.

## Carriera
All'età di 18 anni, dopo aver fatto parte delle giovanili del Radnički Niš, ha iniziato a giocare per la prima squadra del Club Bruges, vincendo nel 2002 la Coppa del Belgio e nel 2003 il campionato belga.
Nella stagione seguente passa al Metalurh Donec'k, con il quale ha raggiunto il terzo posto nella prima divisione ucraina nella stagione 2004-2005.
Durante il suo periodo di tre stagioni con il Metalurh Donec'k fu ceduto in prestito al Malaga in cui, non trovando spazio, fece solo una presenza. Così, una volta scaduto il contratto con il Metalurh, nel 2008 firma un contratto con il Kuban'.
Nel febbraio del 2009 si trasferisce in Bulgaria, firmando un contratto con lo Slavia Sofia. Dopo un breve periodo con la squadra bulgara, è tornato in Serbia al Rad Belgrado.
Dopo la conclusione della stagione 2009-2010 della Superliga serba, si trasferisce al Chicago Fire.